# Maîtresse Françoise
Maîtresse Françoise è una dominatrice sadomasochista e una scrittrice francese che scrive con il nome di Annick Foucault. Il suo libro — Françoise Maîtresse — è stato pubblicato in Francia da Gallimard, poi in italiano — Françoise Maîtresse la dominatrice — da Sonzogno. Si tratta di un racconto autobiografico della vita di una donna che rivela quali tipi di disagio, ferite emozionali e fratture esistenziali possono portare a pratiche sessuali che potrebbero essere arbitrariamente descritte come devianti mentre l’autrice tende paradossalmente ad assegnare loro virtù terapeutiche e psico-curative di tipo catartico. Pierre Bourgeade, che ha scritto la prefazione, si riferisce metaforicamente ad «un movimento di libertà, una libertà inconscia di sé.»

## Biografia

### Minitel
Nata nel sud della Francia, la sua infanzia è stata segnata dalla perdita del padre. Autodidatta avendo dovuto rinunciare agli studi a causa di un incidente, Annick Foucault inizialmente gestiva un negozio di prêt-à-porter. Si è poi interessata a Minitel, che considerava “un ottimo mezzo di comunicazione, una sorta di terra di nessuno dove tutto è permesso”, partecipando a vari forum. Ha creato un “forum di dibattito” dedicato al sadomasochismo e chiamato 3615 Fetish prima di lanciare nel 1994 il suo “minitel network” specializzato, con il nome di Miss M. Marc Daum l’ha descritta come “un importante ordinatore di messaggistica 3615 per conto di una primaria azienda nel campo della telematica, le buone prestazioni intellettuali dei suoi forum, guadagnandosi la fedeltà di lettori informati”. Contemporaneamente ha diretto una rivista, La Scène, con una tiratura di 5 000 copie.
Nell’ottobre 1996, ha fornito una "preziosa collaborazione" alla giornalista Monique Ayoun per un articolo su Minitel pubblicato sulla rivista Biba.

Parallelamente a queste esperienze telematiche, si sono evolute le sue pratiche sadomasochistiche: 

### Scrittrice
Nel 1994, Annick Foucault, che già godeva di una solida reputazione in ambienti specializzati, pubblicata con il suo vero nome — da Gallimard, come sottolinea Anne-Élisabeth Moutet — Françoise Maîtresse, un racconto autobiografico, “strano e straziante” secondo Jean Pache, della "sua storia, la sua infanzia, la scoperta della sua sessualità cerebrale, la sua esperienza di dominatrix, in uno stile tanto preciso quanto vivace e letterario”. La prefazione del libro è stata scritta da Pierre Bourgeade che considera il contenuto del libro come espressione di una “libertà inconscia di sé”, mentre Jean-Jacques Pauvert lo presenta come una “grande opera di letteratura erotica degli ultimi dieci anni”. In questa autobiografia, l’autrice si presenta in due modi: Françoise, la dominatrice, e Marianne, “che ha scoperto il suo masochismo guardando le scene di frusta nei film di pirati da adolescente”. Anne Larue sottolinea il legame tra due aspetti: “Françoise, è prima di tutto il nome di una bambina di dodici anni […] che interpreta l’amante”..

Il libro introduce il sadomasochismo nella letteratura profonda, “senza censura, ma anche senza compiacimento per il lettore”, evidenziando le “rotture” che portano ad esso., da un’angolazione che, secondo Annick Foucault, attira il consenso dei suoi partner. Annick Foucault ha suggerito che siano riconosciuti come aventi “qualche debolezza” e ha commentato: 

Chiede l’abbandono di certi pregiudizi: 
Le sue riflessioni riecheggiano il pensiero filosofico di Gilles Deleuze, a cui rende omaggio, in un modo che, secondo Charles J. Stivale, esprime una “riflessione percettiva e affascinante su La Vénus à la fourrure, Présentation de Sacher-Masoch de Deleuze Secondo Céline du Chéné, Maîtresse Françoise è “probabilmente la più intellettuale delle dominatrici della scena parigina”, possedendo “tutte le edizioni” di Leopold von Sacher-Masoch e “avendo mantenuto una corrispondenza” con Gilles Deleuze, che avrebbe segnato, secondo Jean Pache, “questa inaspettata amicizia e considerazione”.
Dopo la pubblicazione del suo racconto, che Giovanni Firmian descrive come “un grande successo in Francia”, è stata invitata a diversi talk show e ha rilasciato interviste sul sadomasochismo.
In occasione dell’uscita di una traduzione del suo libro in Italia, Giovanni Firmian ne descrisse l’autore come “la regina delle dominatrici e delle pratiche sadomasochiste, la più famosa in Francia, ma conosciuta anche nel resto d’Europa e negli Stati Uniti” mentre Mirella Serri, in un articolo pubblicato sul quotidiano La Stampa, si riferisce ad “un’artista appartenente ad una specie rara: i “mistici” del sesso”.

## Pubblicazioni

### Autobiografia
- Annick Foucault, préface de Pierre Bourgeade, Françoise maîtresse : récit, Digraphe réimpr. 2000 c/o La Musardine, 216 p., in coll. Lectures amoureuses de Jean-Jacques Pauvert, ISSN 1275-1065 (WC · ACNP), sous le titre Françoise Maîtresse, ISBN 2842711416 OCLC 468164817  bnf:37113241 . , Paris, Mercure de France, ISBN 2070738345, OCLC 463806292, éditions Gallimard, OCLC 34986025, 188 p., 1994, bnf:35697221 .
  -  Ouvrage partiellement réédité en 2016 en version Amazon Kindle — sous le titre Françoise Maîtresse 2 — avec deux cents pages inédites assorties d’une préface de Jean Streff et d’une postface de Philippe Guénin., bnf:45051874 .

#### Traduzione in italiano
- Annick Foucault, Françoise Maîtresse la dominatrice, traduzione di Delia Coletti, titolo alternativo: La dominatrice: Françoise Maîtresse, Milano, éd. Sonzogno, 1995  [1994 da Gallimard], ISBN 88-454-0750-0, OCLC 797741703, SBN CFI0303826.

#### Traduzione in spagnolo
- (ES) Annick Foucault, El ama : memorias de una dominadora [Françoise maîtresse], in La Sonrisa verticale, traduzione di Joaquín Jordá, Barcelone, éd. Tusquets, 1996, ISBN 84-7223-787-7, OCLC 40313236. Reprint in 1998,  235 p. c/o ed. Círculo de Lectores in coll. La sonrisa vertical, ISBN 8422669587, OCLC 807066560. 2nd edition in 2008, c/o Tusquets Editores, 222 p. ISBN 9788472237872 OCLC 433948796
  - Barcelone : (in spagnolo) Tusquets, 1996, 224 p. La Sonrisa vertical; numero 99. ISBN 84-7223-787-7.
  - Barcelone : (in spagnolo) Círculo de Lectoras, 1998, 235 p., La sonrisa vertical.

### Digraphe
- Élodie en sous-sol, in Digraphe, n. 65, settembre 1993.
- Magnum le Chien, in Digraphe, n. 66, Gallimard, dicembre 1993.
- Les femmes pornocrates, in Digraphe, n. 70, settembre 1994.
- Laissez-nous, in Digraphe, n. 79, inverno 1997.

### Mostra
- Les Bruits d’Avila, Sorbonne, texte de Philippe Guénin[30], messa in scena da Monique Kissel.